# Templet i Garni

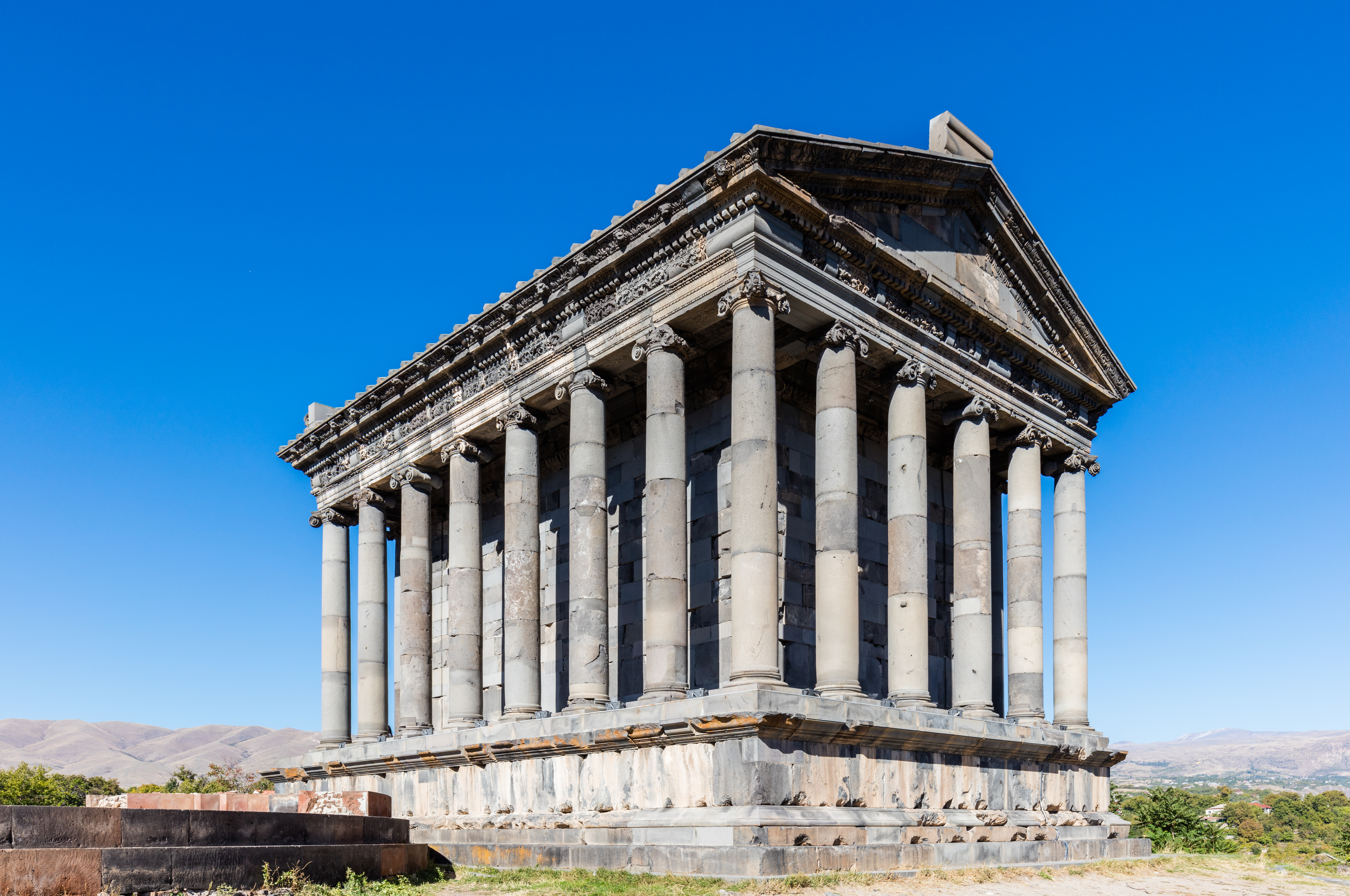
Templet i Garni.

Templet i Garni (armeniska: Գառնու տաճար) är ett tempel i Armenien, tillägnat solguden Mher, troligen uppfört under första århundradet e.Kr. av den armeniske kungen Trdat I. Det är beläget 28 kilometer från Jerevan i Kotajk-regionen och Azatflodens dalgång, nära byn Garni.

## Bilder

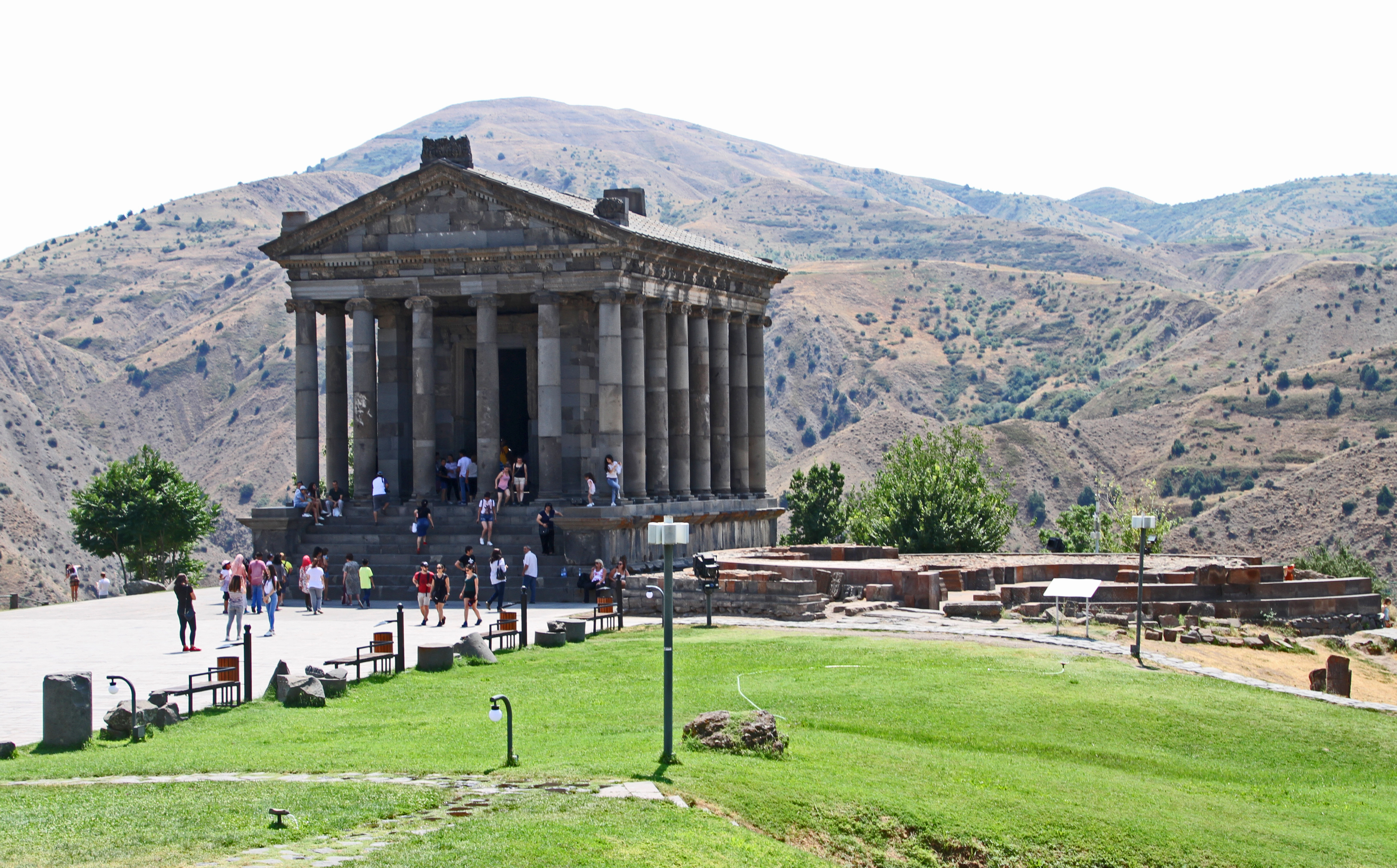
Exteriören.
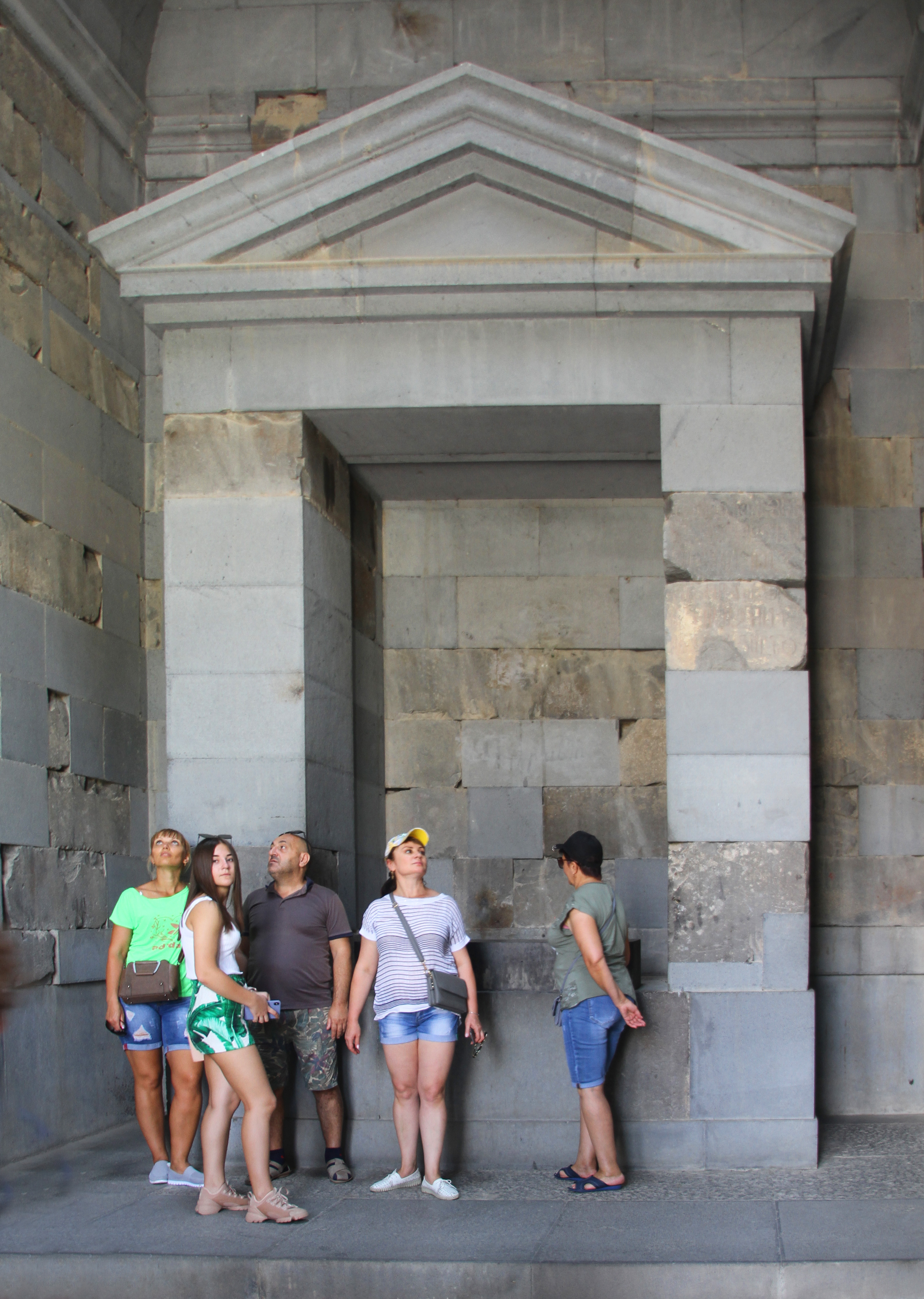
Interiören.